# Слобожанське (Харківський район)
Слобожанське (до 1923 року — Колупаївка, у 1923—1959 — Ворошилівка, у 1959—2016 — Жовтневе) — село в Україні, в Липецькій громаді Харківського району Харківської області. Населення становить 1173 особи. Колишній орган місцевого самоврядування — Слобожанська сільська рада.

## Географія
Село Слобожанське знаходиться на березі річки Харків (в основному на лівому березі), вище за течією знаходиться місце впадання річки Липець (ліва притока) і примикає село Липці, нижче за течією примикає село Борщова.

## Історія

Колупаївка на мапі 1783 року

Село Колупаївка вперше згадується у 1716 році.
За даними на 1864 рік у казеному селі Колупаївка Липецької волості Харківського повіту мешкало 1414 осіб (703 чоловічої статі та 711 — жіночої), налічувалось 123 дворових господарства, існувала православна церква.
Станом на 1914 рік кількість мешканців зросла до 2687 осіб.
В 1923 (?1936) році перейменовано в село Ворошилівка (на честь Клима Ворошилова), а в 1959 році отримало назву Жовтневе.
Село було внесено до переліку населених пунктів, які потрібно перейменувати згідно із законом «Про засудження комуністичного та націонал-соціалістичного (нацистського) тоталітарних режимів в Україні та заборону пропаганди їхньої символіки».
12 травня 2016 року, згідно з постановою Верховної Ради України, село перейменоване на Слобожанське.